# Jieni (okręg Dolj)
Jieni – wieś w Rumunii, w okręgu Dolj, w gminie Șimnicu de Sus. W 2011 roku liczyła 39 mieszkańców.